# Quiero estar contigo
"Quiero estar contigo" es el segundo sencillo del duodécimo álbum de estudio Indeleble de Alejandra Guzmán '. La canción fue producida por Loris Ceroni y escrita por Mario Domm, Ettore Grenci y Alejandra Guzmán. La canción no tuvo tanto éxito como el primer sencillo del cantante "Volverte a Amar", sin embargo logró ubicarse dentro del Top Ten en México, donde el tono de este sencillo fue certificado oro.

## Posicionamiento en listas
| Lista (2006)   | Posición |
| -------------- | -------- |
| México Top 100 | 4        |